# Дашко, Николай Григорьевич
Николай Григорьевич Дашко (1930—2001) — бригадир комплексной бригады комбината «Херсонпромстрой», город Херсон Украинской ССР. Депутат Совета Союза Верховного Совета СССР 9-11 созывов (1974—1989) от Херсонской области. Депутат Херсонского областного совета депутатов трудящихся (1957—1961), депутат Херсонского городского совета (1955—1957). Член Украинского комитета профсоюзов строителей.

## Биография
Родился 17 апреля 1930 года в селе Добрянка, в семье крестьянина. Украинец.
После окончания Херсонской школы фабрично-заводского обучения № 1 в 1947 году начал трудовую деятельность строителем на предприятии «Херсонпромстрой». В 1948 году был назначен бригадиром бригады бетонщиков.
В 1950—1954 годах служил в рядах Советской армии. После демобилизации вернулся на родной комбинат «Херсонпромстрой», где продолжил работу бригадиром комплексной бригады. Вскоре бригада стала одной из лучших на комбинате, одной из первых перешла на работу по методу Героя Социалистического Труда Н. А. Злобина.
С участием Н. Г. Дашко в Херсоне построены жилые массивы хлопчатобумажного комбината, Шуменского и Северного микрорайонов, промышленные комплексы нефтеперерабатывающего завода и производственно-хлопчатобумажного комбината, киноконцертный зал «Юбилейный», детские сады, больницы, школы и другие объекты.
Много лет был наставником молодежи, лично научил профессии строителя многих молодых рабочих, проводил большую воспитательную работу в СПТУ № 2 и СПТУ № 4.

## Награды
Указом Президиума Верховного Совета СССР от 5 апреля 1971 года за выдающиеся успехи в выполнении заданий пятилетнего плана по строительству и вводу в действие производственных мощностей, жилых домов и объектов культурно-бытового назначения Дашко Николаю Григорьевичу присвоено звание Героя Социалистического Труда с вручением ордена Ленина и золотой медали «Серп и Молот».
Награждён 2 орденами Ленина (1958; 5.04.1971), орденом Трудового Красного Знамени (1966), медалями. Заслуженный строитель УССР (1965). Почетный гражданин города Херсона (23.09.1986).